# Castelo de Brownsea
O Castelo de Brownsea, também designado historicamente por Castelo de Branksea, era, na sua origem, um Device Fort mandado construir por Henrique VIII de Inglaterra entre 1545 e 1547, para proteger o Porto de Poole em Dorset, Inglaterra, da ameaça de ataque pelos franceses. Localizado na ilha de Brownsea, inclui um baluarte em pedra com uma plataforma armada em forma de hexágono. A sua guarnição era constituída por seis guardas da cidade local, armados com seis peças de artilharia. O castelo continuou a ser utilizado mesmo após a ameaça francesa ter passado, e foi ocupado pelo Parlamento durante a Guerra civil inglesa dos anos 1640. No final do século, contudo, acabou por ser abandonado.
Em 1726, o castelo foi convertido na residência privada de William Benson, apesar das reclamações do povo da cidade de Poole. Benson, e os seguintes proprietários, aumentaram o baluarte original para criar uma casa de campo, e transformaram a zona circundante do castelo em jardins ornamentais e lagos. No século XIX, as construções e alteração ao castelo continuaram pelos donos do edifício, incluindo o empresário coronel William Waugh, que mandou construir extensões ao estilo jacobita. Em 1896, deflagrou um grande incêndio no castelo, o que obrigou ao seu restauro pelo major Kenneth Robert Balfour. No início do século XX, morou no castelo o rico financeiro Charles Van Raalte, que o utilizou para guardar a sua colecção de antigos instrumentos musicais.
O Castelo de Brownsea foi adquirido por Mary Bonham-Christie em 1927. Esta proprietária  teve pouco cuidado com o edifício, e na altura da sua morte, em 1961, aquele estava em péssimas condições. Foi posteriormente comprado pelo National Trust, e arrendado a John Lewis Partnership, o qual o restaurou durante vários anos. No início do século XXI, mantém-se na posse da Partnership como hotel empresarial para os seus funcionários e antigos empregados.